# Dial 'M' for Monkey
| Recensione | Giudizio |
| ---------- | -------- |
| AllMusic   |          |

Dial 'M' For Monkey è il secondo album del musicista britannico Bonobo, pubblicato nel 2003.
Assieme all'album è stato pubblicato il singolo "Flutter" assieme ai b-sides: "Pick Up (Four Tet Mix)" e "Something (Longer)".

## Tracce
1. Noctuary – 5:22
2. Flutter – 4:44
3. D Song – 5:19
4. Change Down – 4:33
5. Wayward Bob – 4:39
6. Pick Up – 4:08
7. Something for Windy – 1:11
8. Nothing Owed – 6:16
9. Light Pattern – 5:12

- Il CD contiene un video di 'Pick Up', prodotto da Conkerco.

## Curiosità
- "Flutter" e "Pick Up" fanno parte della colonna sonora del videogioco della EA Sports BIG's SSX On Tour
- "Flutter" fu utilizzata nel 2007 nella serie televisiva della CBC jPod
- "Wayward Bob" fu utilizzata nel film del Gumball 3000 nel 2003